# Cabin Fever: Patient Zero
Cabin Fever: Patient Zero (Cabin Fever 3: Paciente Zero (título em Portugal) ou Cabana do Inferno 3 (título no Brasil)) é um filme de terror de ficção científica estadunidense de 2014, dirigido por Kaare Andrews e escrito por Jake Wade Wall. Estrelando Ryan Donowho, Brando Eaton, Jillian Murray, Mitch Ryan, Lydia Hearst and Sean Astin. É o terceiro e último filme da série Cabin Fever e atua como uma prequela dos dois filmes anteriores.

## Sinopse
Edwards chega a um laboratório isolado da ilha para examinar Porter. Embora Porter carregue uma bactéria mortal que come carne, ele é assintomático e não mostra sinais de necrose. Juntamente com os colegas pesquisadores Camila e Bridgett, o Dr. Edwards passa dois meses examinando Porter isoladamente. Porter pede continuamente para ver sua esposa, mas ele é negado continuamente.
Marcus se prepara para se casar com a rica herdeira Kate Arias na República Dominicana. O melhor amigo de Mark, Dobs, seu irmão Josh, e a namorada de Josh, Penny, alugam um barco e levam Mark a uma ilha supostamente despovoada para uma despedida de solteiro discreta. Enquanto a caminho da ilha, Penny tenta seduzir Mark, mas é rejeitada.
A pesquisadora simpática Camila entra em um relacionamento com Porter. Frustrado com seu confinamento, Porter infecta, intencionalmente, um dos pesquisadores quando ele começa a se revoltar contra seu isolamento contínuo. Porter avisa Camila que ele é perigoso. Bridgett é infectada.
Josh e Penny vão mergulhar de esnórquel e veem as carcaças em decomposição de animais marinhos espalhados pelo fundo do oceano. Quando eles retornam ao acampamento, Josh e Penny descobrem estranhas erupções na pele. Enquanto Josh faz sexo oral nela, Penny começa a cuspir grandes quantidades de sangue e sua carne começa a derreter. Josh pede ajuda por rádio e uma voz afirma ser o Dr. Edwards fornece instruções.
Percebendo que eles precisam de ajuda, mas estão presos, Mark e Dobs vasculham a ilha e encontram um bunker. Lá dentro, os dois amigos descobrem pesquisas relacionadas às bactérias. Eles também encontram homens mutantes que tentam matá-los. Mark e Dobs conseguem escapar deles, mas Dobs se infectado.
O bunker acaba ligado ao laboratório do Dr. Edwards. Josh se reúne com Mark e Dobs e eles encontram os pesquisadores. Depois de formular um plano de extração, Bridgett e Josh se separaram para reunir Penny e aguardar o barco na praia. Dobs e Edwards também seguem por conta própria, enquanto Porter, Camila e Marcus iniciam a sequência de autodestruição do laboratório.
Bridgett mata Josh e vai para a praia. Penny vê Bridgett tentando roubar o bote e as duas mulheres infectadas lutam até a morte, desmembrando uma à outra no processo. Penny mata com sucesso Bridgett, mas sucumbe à sua doença e morre na praia. Edwards também consegue matar Dobs e fugir para a praia com um rifle.
Depois de montar o laboratório para explodir, Porter, Camila e Marcus descobrem o corpo de Dobs e confrontam o Dr. Edwards. Edwards se prepara para atirar em Marcus, mas Porter monta uma pistola e mata Edwards depois que Camila diz a Porter que sua esposa está morta durante todo este tempo e Edwards está mentindo para ele. Porter, Camila e Marcus escapam quando o barco chega.
No barco, Porter dá a Camila e Marcus uma água engarrafada para beber. Pouco depois, Camila e Marcus ouvem barulhos altos. Eles descobrem que Porter infectou a água injetando seu sangue nas garrafas com uma seringa antes de matar o capitão do barco e escapar no bote. Camila e Marcus começam a mostrar sinais de infecção. Flashbacks revelam que Porter roubou um rádio do traje de proteção hazmat quando ele atacou o pesquisador e o usou para se passar por Edwards, levando Josh e os outros ao laboratório. É possível ver que Porter infectou um rato, e isso levou ao surto inicial. O filme termina com Porter indo para o continente, implicando que Porter planeja espalhar a infecção pelo mundo.

## Elenco
- Mitch Ryan como Marcus
- Ryan Donowho como Dobs
- Brando Eaton como Josh
- Jillian Murray como Penny
- Currie Graham como Dr. Edwards
- Lydia Hearst como Bridgett
- Sean Astin como Porter
- Solly Duran como Camila
- Claudette Lali como Kate
- Juan "Papo" Bancalari como Mr. Arias
- Marie Michelle Bazile como mulher idosa / bruxa
- Roberto Linval como Jorge

## Recepção
Cabin Fever: Patient Zero  recebeu críticas principalmente negativas dos críticos. O site agregador de críticas Rotten Tomatoes atribui ao filme uma classificação de 25% com base em 20 avaliações.  Em Metacritic, o filme tem uma classificação de 28 em 100, com base em 11 críticos, indicando "críticas geralmente desfavoráveis".

## Sequência e remake
Um quarto filme da série, intitulada Cabin Fever: Outbreak, foi planejada para ser filmada junto com Patient Zero, mas foi descartada. O remake de Cabin Fever foi lançado em fevereiro de 2016. Eli Roth, escritor e diretor do filme original, produziu o remake.

## Trilha sonora
Cabin Fever: Patient Zero Original Motion Picture Soundtrack foi lançada em 22 de julho de 2014 sob a gravadora Sumthing Else Music Works. A música foi composta por Kevin Riepl, que já trabalhou com Kaare Andrews em The ABCs of Death.